# Liga ARC 2022
La temporada 2022 de la Liga ARC fue la decimoséptima edición desde que se iniciara la competición de traineras organizada por la Asociación de Remo del Cantábrico en 2006. Se compuso de dos grupos de 12 y 9 equipos respectivamente. La temporada regular comenzó el 19 de junio en Pasajes (Guipúzcoa) y terminó el 21 de agosto en Bilbao (Vizcaya). Posteriormente, se disputaron los play-off entre grupos y para el ascenso a la Liga ACT.

## Sistema de competición
La Liga ARC está dividida en 2 grupos cada uno de los cuales disputa un calendario de regatas propio. Al finalizar la liga regular y para decidir los ascensos y descensos entre la Liga ACT y los 2 grupos de la Liga ARC se disputan sendos play-off:
- play-off de ascenso a Liga ACT: se disputa 1 plaza en la Liga ACT entre el penúltimo clasificado de dicha competición, ya que el último desciende directamente, los 2 primeros del Grupo 1 y los 2 primeros de la Liga LGT.
- play-off entre grupos ARC: el campeón del Grupo 2 asciende directamente al Grupo 1, el último clasificado del Grupo 1 desciende directamente, y la última plaza del Grupo 1 se disputa entre los clasificados en los puestos décimo y undécimo del Grupo 1 y el segundo y tercero del Grupo 2.

## Calendario
Las siguientes regatas tuvieron lugar en 2022.

### Grupo 1
| Orden | Regata                                                   | Fecha        | Hora  | Localidad           | Provincia |
| ----- | -------------------------------------------------------- | ------------ | ----- | ------------------- | --------- |
| 1     | XXII Bandera de la Cofradía de Pescadores San Pedro      | 19 de junio  | 12:15 | Pasajes             | Guipúzcoa |
| 2     | XXXVII Bandera de Zumaya                                 | 26 de junio  | 12:15 | Zumaya              | Guipúzcoa |
| 3     | Jornada 3/Liga ARC-1                                     | 2 de julio   | 17:00 | Castro-Urdiales     | Cantabria |
| 4     | XXXIV Bandera de Elantxobe                               | 3 de julio   | 12:00 | Elanchove           | Vizcaya   |
| 5     | Bandera CMO Valves                                       | 9 de julio   | 17:30 | Pasajes de San Juan | Guipúzcoa |
| 6     | XVII Bandera Marina de Cudeyo-Grupo Dynasol              | 16 de julio  | 18:15 | Pedreña             | Cantabria |
| 7     | IV Bandera Orio Kanpiña                                  | 17 de julio  | 19:00 | Orio                | Guipúzcoa |
| 8     | Jornada 8/Liga ARC-1                                     | 23 de julio  | 17:50 | Trintxerpe          | Guipúzcoa |
| 9     | XXX Bandera Ayuntamiento de Camargo                      | 30 de julio  | 17:15 | Maliaño             | Cantabria |
| 10    | XVI Bandera de la Cofradía de Pescadores de Fuenterrabía | 7 de agosto  | 11:30 | Fuenterrabía        | Guipúzcoa |
| 11    | XXXIII Bandera de Plencia                                | 13 de agosto | 17:30 | Plencia             | Vizcaya   |
| 12    | L Bandera Ciudad de Castro                               | 15 de agosto | 18:00 | Castro-Urdiales     | Cantabria |
| 13    | XIII Bandera de Zarautz                                  | 20 de agosto | 11:30 | Zarauz              | Guipúzcoa |
| 14    | XLIX Villa de Bilbao                                     | 21 de agosto | 12:00 | Bilbao              | Vizcaya   |

### Grupo 2
| Orden | Regata                                                                                 | Fecha        | Hora  | Localidad       | Provincia |
| ----- | -------------------------------------------------------------------------------------- | ------------ | ----- | --------------- | --------- |
| 1     | XXX Bandera de San Juan de Luz                                                         | 25 de junio  | 17:30 | San Juan de Luz | Francia   |
| 2     | VI Bandera Yurrita Group                                                               | 2 de julio   | 16:30 | Motrico         | Guipúzcoa |
| 3     | XII Bandera Donostiarra-Ur Kirolak 100                                                 | 3 de julio   | 18:00 | San Sebastián   | Guipúzcoa |
| 4     | XL Bandera Noble Villa de Portugalete (1.ª jornada)                                    | 9 de julio   | 17:20 | Portugalete     | Vizcaya   |
| 5     | XL Bandera Noble Villa de Portugalete (2.ª jornada)                                    | 10 de julio  | 12:20 | Portugalete     | Vizcaya   |
| 6     | XXXVII Bandera de Pasajes                                                              | 23 de julio  | 17:00 | Trintxerpe      | Guipúzcoa |
| 7     | XVIII Bandera del Real Astillero de Guarnizo                                           | 30 de julio  | 16:00 | El Astillero    | Cantabria |
| 8     | XXXVIII Bandera de Ondárroa-Gran Premio Goimek                                         | 6 de agosto  | 11:00 | Ondárroa        | Vizcaya   |
| 9     | IX Bandera Ciudad de Rentería                                                          | 7 de agosto  | 12:30 | Rentería        | Guipúzcoa |
| 10    | L Bandera Ciudad de Castro-Urdiales                                                    | 13 de agosto | 18:30 | Castro-Urdiales | Cantabria |
| 11    | LII Bandera Excelentísimo Ayuntamiento de Santoña- VII Memorial Fernando Palacio «Cho» | 20 de agosto | 18:00 | Santoña         | Cantabria |
| 12    | XXVIII Bandera Ría del Asón                                                            | 27 de agosto | 17:30 | Colindres       | Cantabria |

### Ascenso a Liga ACT
| Orden | Regata      | Fecha            | Hora  | Provincia |
| ----- | ----------- | ---------------- | ----- | --------- |
| 1     | Bermeo      | 17 de septiembre | 18:10 | Vizcaya   |
| 2     | Portugalete | 18 de septiembre | 11:50 | Vizcaya   |

### Play-off entre grupos
| Orden | Regata    | Fecha        | Hora  | Provincia |
| ----- | --------- | ------------ | ----- | --------- |
| 1     | Colindres | 27 de agosto | 17:30 | Cantabria |
| 2     | Erandio   | 28 de agosto | 17:30 | Vizcaya   |

## Traineras participantes

### Grupo 1
| Equipo                  | Nombre de la Trainera | Localidad            | Provincia |
| ----------------------- | --------------------- | -------------------- | --------- |
| Camargo-Cueva El Pendo  | Virgen del Carmen     | Camargo              | Cantabria |
| Pedreña                 | Seve Ballesteros      | Pedreña              | Cantabria |
| Castro-Bruno Sáez       | La Marinera           | Castro-Urdiales      | Cantabria |
| Deusto Bilbao           | Tomatera              | Bilbao               | Vizcaya   |
| Arkote-Seguros Bilbao   | Plentzitarra          | Plencia              | Vizcaya   |
| Busturialdea            | Artarri               | Elanchove            | Vizcaya   |
| Zumaia-Delteco          | Telmo Deun            | Zumaya               | Guipúzcoa |
| Zarautz-Gesalaga Okelan | Enbata                | Zarauz               | Guipúzcoa |
| Orio B-Orialki          | Txiki                 | Orio                 | Guipúzcoa |
| San Juan                | San Juan              | Pasajes de San Juan  | Guipúzcoa |
| San Pedro               | Libia                 | Pasajes de San Pedro | Guipúzcoa |
| Fuenterrabía B-Matrix   | Ama Guadalupekoa      | Fuenterrabía         | Guipúzcoa |

Los clubes participantes están ordenados geográficamente, de oeste a este.

### Grupo 2
| Equipo                | Nombre de la Trainera | Localidad       | Provincia |
| --------------------- | --------------------- | --------------- | --------- |
| Astillero             | San José XV           | El Astillero    | Cantabria |
| Santoña               | Virgen del Puerto     | Santoña         | Cantabria |
| Castro B              | La Marinera           | Castro-Urdiales | Cantabria |
| Portugalete           | Jarrillera            | Portugalete     | Vizcaya   |
| Motrico               | Mutriku               | Motrico         | Guipúzcoa |
| Donostiarra B         | Torrekua              | San Sebastián   | Guipúzcoa |
| Trintxerpe            | Azkuene               | Pasajes         | Guipúzcoa |
| Hibaika               | Madalen               | Rentería        | Guipúzcoa |
| Lapurdi-Antton Bilbao | Xubero                | San Juan de Luz | Francia   |

Los clubes participantes están ordenados geográficamente, de oeste a este.

### Equipos por provincia
| Provincia | Grupo | N. | Equipos                                                                                             |
| --------- | ----- | -- | --------------------------------------------------------------------------------------------------- |
| Guipúzcoa | 1     | 6  | Fuenterrabía B-Matrix, Orio B-Orialki, San Juan, San Pedro, Zarautz-Gesalaga Okelan, Zumaia-Delteco |
| Guipúzcoa | 2     | 4  | Donostiarra B, Hibaika, Motrico, Trintxerpe                                                         |
| Guipúzcoa | TOTAL | 10 | |
| Cantabria | 1     | 3  | Camargo-Cueva El Pendo, Castro-Bruno Sáez, Pedreña                                                  |
| Cantabria | 2     | 3  | Astillero, Castro B, Santoña                                                                        |
| Cantabria | TOTAL | 6  | |
| Vizcaya   | 1     | 3  | Arkote-Seguros Bilbao, Busturialdea, Deusto Bilbao                                                  |
| Vizcaya   | 2     | 1  | Portugalete                                                                                         |
| Vizcaya   | TOTAL | 4  | |
| Francia   | 1     | -  | -                                                                                                   |
| Francia   | 2     | 1  | Lapurdi-Antton Bilbao                                                                               |
| Francia   | TOTAL | 1  | |

### Ascensos y descensos
| Pos. | Ascendidos a Liga ACT |
| ---- | --------------------- |
| 1.º  | Kaiku                 |
| 2.º  | Getaria-Indaux        |

| Pos. | Descendido de Liga ACT  |
| ---- | ----------------------- |
| 12.º | Zarautz-Gesalaga Okelan |

| Pos. | Ascendidos de Grupo 2 |
| ---- | --------------------- |
| 1.º  | Busturialdea          |
| 3.º  | Hondarribia B-Matrix  |

| Pos. | Descendido de Grupo 1 |
| ---- | --------------------- |
| 12.º | Astillero             |
| 13.º | Lapurdi-Antton Bilbao |

| Pos. | Clubes de Grupo 2 no inscritos |
| ---- | ------------------------------ |
| 6.º  | Deusto B                       |
| 7.º  | Zarautz B                      |

| Pos. | Nueva inscripción |
| ---- | ----------------- |
| -    | Castro B          |

     Ascenso directo.

     Ascenso después de play-off.

     Descenso directo ordinario.

     Descenso administrativo o desaparición.

     Nueva inscripción.

## Clasificación
A continuación se recoge la clasificación en cada una de las regatas disputadas.

### Grupo 1
Los puntos se repartieron entre los doce participantes en cada regata de acuerdo a la siguiente tabla.
| Posición | 1.º | 2.º | 3.º | 4.º | 5.º | 6.º | 7.º | 8.º | 9.º | 10.º | 11.º | 12.º |
| -------- | --- | --- | --- | --- | --- | --- | --- | --- | --- | ---- | ---- | ---- |
| Puntos   | 12  | 11  | 10  | 9   | 8   | 7   | 6   | 5   | 4   | 3    | 2    | 1    |

| Pos. | Club                    | Trainera          | 1 PED | 2 ZUM | 3 J3 | 4 ELA | 5 CMO | 6 CUD | 7 ORI | 8 J8 | 9 CAM | 10 FUE | 11 PLE | 12 CAS | 13 ZAR | 14 BIL | Puntos |
| ---- | ----------------------- | ----------------- | ----- | ----- | ---- | ----- | ----- | ----- | ----- | ---- | ----- | ------ | ------ | ------ | ------ | ------ | ------ |
| 1    | San Pedro               | Libia             | 2     | 2     | 1    | 2     | 3     | 5     | 1     | 2    | 5     | 2      | 5      | 2      | 1      | 7      | 142    |
| 2    | Pedreña                 | Seve Ballesteros  | 7     | 3     | 4    | 4     | 5     | 1     | 4     | 4    | 1     | 1      | 6      | 1      | 5      | 2      | 134    |
| 3    | Arkote-Seguros Bilbao   | Plentzitarra      | 1     | 1     | 3    | 10    | 1     | 4     | 3     | 3    | 2     | 5      | 7      | 4      | 4      | 1      | 133    |
| 4    | San Juan                | San Juan          | 4     | 5     | 6    | 5     | 2     | 8     | 2     | 1    | 3     | 4      | 12     | 3      | 10     | 4      | 113    |
| 5    | Zarautz-Gesalaga Okelan | Enbata            | 5     | 4     | 2    | 1     | 4     | 3     | 6     | 6    | 9     | 9      | 10     | 10     | 6      | 9      | 98     |
| 6    | Fuenterrabía B-Matrix   | Ama Guadalupekoa  | 3     | 7     | 9    | 8     | 7     | 12    | 5     | 7    | 6     | 6      | 3      | 5      | 3      | 5      | 96     |
| 7    | Castro-Bruno Sáez       | La Marinera       | 8     | 6     | 7    | 7     | 9     | 7     | 9     | 8    | 7     | 3      | 1      | 6      | 2      | 10     | 92     |
| 8    | Zumaia-Delteco          | Telmo Deun        | 10    | 10    | 8    | 3     | 6     | 10    | 7     | 5    | 4     | 7      | 8      | 8      | 9      | 3      | 84     |
| 9    | Deusto Bilbao           | Tomatera          | 6     | 9     | 11   | 11    | 8     | 2     | 8     | 9    | 10    | 8      | 2      | 7      | 7      | 6      | 78     |
| 10   | Camargo-Cueva El Pendo  | Virgen del Carmen | 9     | 8     | 5    | 6     | 10    | 11    | 11    | 10   | 11    | 11     | 9      | 12     | 11     | 12     | 46     |
| 11   | Busturialdea            | Artarri           | 12    | 11    | 10   | 12    | 12    | 9     | 12    | 12   | 12    | 10     | 4      | 9      | 8      | 8      | 41     |
| 12   | Orio B-Orialki          | Txiki             | 11    | 12    | 12   | 9     | 11    | 6     | 10    | 11   | 8     | 12     | 11     | 11     | 12     | 11     | 35     |

| Color  | Resultado           |
| ------ | ------------------- |
| Oro    | Ganador             |
| Plata  | Segundo             |
| Bronce | Tercero             |
| Verde  | Puntuó              |
| Negro  | DSQ - Descalificado |

| Evolución de la clasificación general del Grupo 1                |                                                                  |
| ---------------------------------------------------------------- | ---------------------------------------------------------------- |
| Gráfico no disponible temporalmente debido a problemas técnicos. |                                                                  |
|                                                                  | Gráfico no disponible temporalmente debido a problemas técnicos. |

### Grupo 2
Los puntos se repartieron entre los nueve participantes en cada regata de acuerdo a la siguiente tabla.
| Posición | 1.º | 2.º | 3.º | 4.º | 5.º | 6.º | 7.º | 8.º | 9.º |
| -------- | --- | --- | --- | --- | --- | --- | --- | --- | --- |
| Puntos   | 9   | 8   | 7   | 6   | 5   | 4   | 3   | 2   | 1   |